# Coverdale and Page (album)
Coverdale and Page (czasami zapisywane jako Coverdale•Page) – album byłego wokalisty zespołów Deep Purple i Whitesnake – Davida Coverdale'a i byłego gitarzysty Led Zeppelin – Jimmy'ego Page'a (projekt pod nazwą Coverdale/Page) wydany przez Geffen Records 15 marca 1993.
Według Coverdale'a, znak drogowy na okładce albumu oznaczał „dwie drogi łączące się w jedną”.
Album dotarł do 4. miejsca na brytyjskiej liście przebojów i do 5. na amerykańskiej liście Billboard 200, natomiast pierwszy singiel – „Pride and Joy” przez sześć tygodni znajdował się na 1. miejscu na liście Album Rock Tracks.
Do tej pory niewydanych zostało sześć utworów nagranych wspólnie przez Page'a i Coverdale'a przy tworzeniu tej płyty, m.in. "Good Love", "Saccharin" oraz "Southern Comfort".

## Lista utworów
strona pierwsza
1. "Shake My Tree" - 4:54 (Coverdale, Page)
2. "Waiting on You" - 5:16 (Coverdale, Page)
3. "Take Me for a Little While" - 6:17 (Coverdale, Page)
4. "Pride and Joy" - 3:32 (Coverdale, Page)
5. "Over Now" - 5:24 (Coverdale, Page)
6. "Feeling Hot" - 4:11 (Coverdale, Page)

strona druga
1. "Easy Does It" - 5:53 (Coverdale, Page)
2. "Take a Look at Yourself" - 5:02 (Coverdale, Page)
3. "Don't Leave Me This Way" - 7:53 (Coverdale, Page)
4. "Absolution Blues" - 6:00 (Coverdale, Page)
5. "Whisper a Prayer for the Dying" - 6:54 (Coverdale, Page)

## Skład
- David Coverdale – wokal, gitara akustyczna
- Jimmy Page – gitara akustyczna, gitara basowa, harmonijka, ?dulcimer, wokal wspierający
- Denny Carmassi – perkusja, instrumenty perkusyjne
- Lester Mendel – organy, instrumenty perkusyjne
- Jorge Casas – gitara basowa
- Ricky Phillips – gitara basowa
- John Harris – harmonijka
- Tommy Funderburk – wokal wspierający
- John Sambataro – wokal wspierający

## Produkcja
- Michael Fraser – produkcja, inżynieria dźwięku, miksowanie.
- Michael McIntyre – inżynieria dźwięku, koordynacja produkcji.
- Keith Rose – dodatkowa inżynieria dźwięku.
- Delwyn Brooks – dodatkowa inżynieria dźwięku.
- Chris Brown – dodatkowa inżynieria dźwięku.
- George Marino – mastering.
- Hugh Syme – dyrekcja artystyczna, projekt.

Nagrano w Little Mountain Sound Studios w Vancouver, w Criteria Studios w Miami, w Abbey Road Studios w Londynie oraz w Highbrow Productions w Hook City.